# 3428 Roberts
3428 Roberts è un asteroide della fascia principale. Scoperto nel 1952, presenta un'orbita caratterizzata da un semiasse maggiore pari a 2,6647794 UA e da un'eccentricità di 0,1642656, inclinata di 8,84107° rispetto all'eclittica.